# 黎家棟
黎家棟（英語：Lai Ka Tong，1995年10月25日—），生於澳門，澳門籃球運動員，外號「澳門姚明」，司職大前鋒，澳門籃球代表隊成員，現時效力東南亞職業聯賽球隊澳門戰狼。

## 球員生涯
黎家棟早在大學時期便往香港報名參加當年暑期舉行的NIKE LEAGUE全港籃球聯賽，在大學期間更帶領過澳門大學參加全國大學生籃球聯賽（CUBA）。
2015年，黎家棟與香港班霸南華簽約5年，但由於球隊沒有空缺的外援名額，他就被借回澳門的班霸福建鍛鍊。
2016年，於第二屆亞洲大學生三人籃球錦標賽獲得男子組第二名的佳績。
2017年，帶領澳門大學於CUBA西南賽區以黑馬姿態勇奪亞軍，打進全國賽。同年獲選澳門十大傑出運動員，是首位獲獎的籃球員。
2018年1月初，他在澳門籃總介紹下參與中國球隊忠信功夫試訓，經一星期的訓練後獲球隊在16日簽約，不過因護照問題未為球隊於ABL上陣。
2018年，他與ABL球隊澳門黑熊簽約。
2019年秋季，參加真人秀《這就是灌籃》第二季。
2019年12月21日，第52屆港澳埠際籃球賽於塔石體育館舉行，澳門男籃以73比60擊敗香港，為澳門籃壇捧得歷屆首座埠際金盃，黎家棟出任正選攻入13分。他指指致勝關鍵在於鬥心。
2021年8月13日，黎家棟與黑熊完成三年合約，並正式簽約澳門戰狼。

## 榮譽
- 澳門傑出運動員選舉

「澳門傑出運動員」（2017年）

## 外部連結
- Lai Ka Tong （页面存档备份，存于）
- 黎家棟在fiba.basketball（英语）
- 黎家棟在fiba3x3.com（英语）
- 黎家棟在Eurobasket.com（球員）（英语）